# Колако, Николь
Николь Колако (англ. Nicole Colaco; род. 9 апреля 1970, Момбаса) — канадская хоккеистка на траве, полузащитник. Бронзовый призёр Панамериканских игр 1995 года.

## Биография
Николь Колако родилась 9 апреля 1970 года в кенийском городе Момбаса.
Начала заниматься хоккеем на траве во время учёбы в девятом классе колледжа Азенкур в Торонто. Впоследствии училась в университете Торонто по специальности «урбанистика и история», играла за его команду. Впоследствии выступала за ГОА.
С 1990 года входила в резерв женской сборной Канады, с 1993 года — в первый состав.
В 1994 году в составе женской сборной Канады участвовала в чемпионате мира в Дублине, где «кленовые листья» заняли 10-е место.
В 1995 году завоевала бронзовую медаль хоккейного турнира Панамериканских игр в Мар-дель-Плате. В том же году участвовала в квалификации турнира летних Олимпийских игр в Атланте.
В марте 1996 года играла за сборную мира, выступавшую в выставочном турнире в Австралии.
В течение карьеры провела за сборную Канады 51 матч.